# 里奥-迪普斯泰里亚
里奥-迪普斯泰里亚（義大利語：Rio di Pusteria），是意大利波尔扎诺自治省的一个市镇。总面积84平方公里，人口2863人，人口密度34.1人/平方公里（2009年）。ISTAT代码为021074。